# Динитрозилдикарбонилжелезо
Динитрозилдикарбонилжелезо — неорганическое соединение, карбонильный комплекс железа с формулой Fe(CO)2(NO)2,
тёмно-красные кристаллы,
окисляется на воздухе.

## Получение
- Действие оксида азота на нонакарбонилдижелезо

{\displaystyle {\mathsf {Fe_{2}(CO)_{9}+4NO\ {\xrightarrow {85^{o}C}}\ 2Fe(CO)_{2}(NO)_{2}+5CO}}}

## Физические свойства
Динитрозилдикарбонилжелезо образует тёмно-красные кристаллы,
легко окисляется на воздухе,
растворяется в органических растворителях.

## Химические свойства
- Реагирует с иодом:

{\displaystyle {\mathsf {Fe(CO)_{2}(NO)_{2}+I_{2}\ {\xrightarrow {}}\ Fe(CO)_{2}I_{2}+2NO}}}